# Schefflera latifoliolata
Schefflera latifoliolata là một loài thực vật có hoa trong Họ Cuồng cuồng. Loài này được (King) R.Vig. miêu tả khoa học đầu tiên năm 1909.